# 永田町
永田町（ながたちょう）は、東京都千代田区の町名。現行行政区画は永田町一丁目および永田町二丁目。住居表示実施済みの地域。
国会議事堂や内閣総理大臣官邸、内閣府、国会議事堂、各政党の本部などが所在し、隣接する霞が関・隼町とともに日本の首都機能を担っている。また、永田町は国会議員や政治の代名詞としても用いられる。

## 歴史
地名は、江戸時代初期に、地内の日枝神社門前に旗本の永田伝十郎、權介、市十郎ら永田姓を名乗る家があったことによるといわれ、「寛永江戸図」には「なかたばゞ（永田馬場）」と書かれている。
江戸城に近いことからさらに大名屋敷が建ち並ぶようになり、江戸末期に暗殺された井伊直弼をはじめとする多くの大名の屋敷があった。2003年（平成15年）の旧首相官邸改築工事の際には、村上藩内藤家の屋敷跡が発見された。
1872年（明治5年）以降、現在の憲政記念館から日本水準原点付近に陸軍省、参謀本部、教育総監部、陸軍航空総監部など陸軍中枢が順次置かれるようになった。
1941年（昭和16年）12月以降、これらが市ヶ谷台に移転するまでは、永田町の｢三宅坂｣といえば主に参謀本部を指す言葉であった。
1888年（明治21年）には東京女学館（現：東京女学館中学校・高等学校）が、翌年の1889年（明治22年）には華族女学校（現：学習院女子中・高等科）が現在の衆・参両議長公邸の地にそれぞれ移転開校し、後に共学の華族女学校幼稚園（現：学習院幼稚園）も置かれた。1908年（明治41年）には永田町尋常小学校（現：麹町小学校）が開校した。
1923年（大正12年）の関東大震災を機に、現在の霞ヶ関地区の区画再編が行われ、東京府立第一中學校（現：日比谷高等学校）がこの地の「たばこ王」村井吉兵衛の邸宅跡に移転してくる。また1925年（大正14年）には、北大路魯山人が星ヶ岡茶寮を借り受け「美食倶楽部」の拠点とした。
1936年（昭和11年）に国会議事堂が完成すると一挙に政治中枢が集中し、「永田町」は「政界」の代名詞になっていった。また、同年に発生した二・二六事件では、永田町・霞が関・山王下（日枝神社～赤坂周辺）周辺一帯を反乱軍が占拠した。
1964年（昭和39年）、東京オリンピックに向けての道路（国会通り）拡幅前は国会議事堂横に民家が数軒存在した。1967年（昭和42年）4月1日に住居表示を実施した。

### 町名の変遷
| 実施後       | 実施年月日   | 実施前（特記なければ各町ともその一部）                                   |
| ------------ | ------------ | ------------------------------------------------------------------------ |
| 永田町一丁目 | 1967年4月1日 | 永田町一丁目（大部分）、三年町、霞ケ関一丁目、霞ケ関二丁目、霞ケ関三丁目 |
| 永田町二丁目 | 1967年4月1日 | 永田町一丁目、永田町二丁目（大部分）                                     |
| 霞が関三丁目 | 1967年4月1日 | 霞ケ関三丁目、三年町、永田町二丁目                                       |

## 世帯数と人口
2025年（令和7年）3月1日現在（千代田区発表）の世帯数と人口は以下の通りである。なお、一丁目が世帯数と人口が少ないので二丁目と合算。
| 丁目                 | 世帯数  | 人口  |
| -------------------- | ------- | ----- |
| 永田町一丁目・二丁目 | 350世帯 | 596人 |

## 学区
区立小・中学校に通う場合、学区は以下の通りとなる（2017年8月現在）。なお、千代田区の中学校では学校選択制度を導入しており、区内全域から選択することが可能。
- 区域 : 一丁目、二丁目　各全域
  - 小学校 : 千代田区立麹町小学校
  - 中学校 : 千代田区立麹町中学校 または 千代田区立神田一橋中学校

## 事業所
2021年（令和3年）現在の経済センサス調査による事業所数と従業員数は以下の通りである。
| 丁目         | 事業所数  | 従業員数 |
| ------------ | --------- | -------- |
| 永田町一丁目 | 181事業所 | 8,911人  |
| 永田町二丁目 | 668事業所 | 25,998人 |
| 計           | 849事業所 | 34,909人 |

### 事業者数の変遷
経済センサスによる事業所数の推移。
| 年                 | 事業者数 |
| ------------------ | -------- |
| 2016年（平成28年） | 675      |
| 2021年（令和3年）  | 849      |

### 従業員数の変遷
経済センサスによる従業員数の推移。
| 年                 | 従業員数 |
| ------------------ | -------- |
| 2016年（平成28年） | 26,807   |
| 2021年（令和3年）  | 34,909   |

## 施設・建造物
掲載されているのは一部である。
- 国会議事堂 - 衆議院、参議院
- 国立国会図書館
- りそな銀行参議院・衆議院支店
- 議員会館
- 内閣総理大臣官邸・内閣総理大臣公邸
- 国会記者会館 - 官邸前
- 日枝神社  - 周辺は桜の名所として知られた
- 衆議院議長公邸・参議院議長公邸  - 互いに隣接している
- 日本水準原点標庫  - 1891年5月、当時の参謀本部陸地測量部庁舎内に設置された（重要文化財）
- 内閣府庁舎  - 内閣官房と内閣府が入っている
- 中央合同庁舎第8号館
- 憲政記念館
- 自由民主党本部
- 立憲民主党本部
- 国民民主党本部
- 千代田区立永田町小学校（廃校）
- 東京都立日比谷高等学校・星陵会館
- 山王飯店
- 全国町村会館
- みずほ銀行町村会館出張所
- ザ・キャピトルホテル 東急
- 赤坂エクセルホテル東急
- プルデンシャルタワー  - 1982年に火災を起こしたホテルニュージャパン跡地に建設された
- 山王パークタワー  - 1936年に二・二六事件の起きた山王ホテル跡地に建設された 現在はNTTドコモの本社が入居
- ラルフ・ローレン日本法人本社
- 三菱総合研究所本社
- メキシコ合衆国大使館

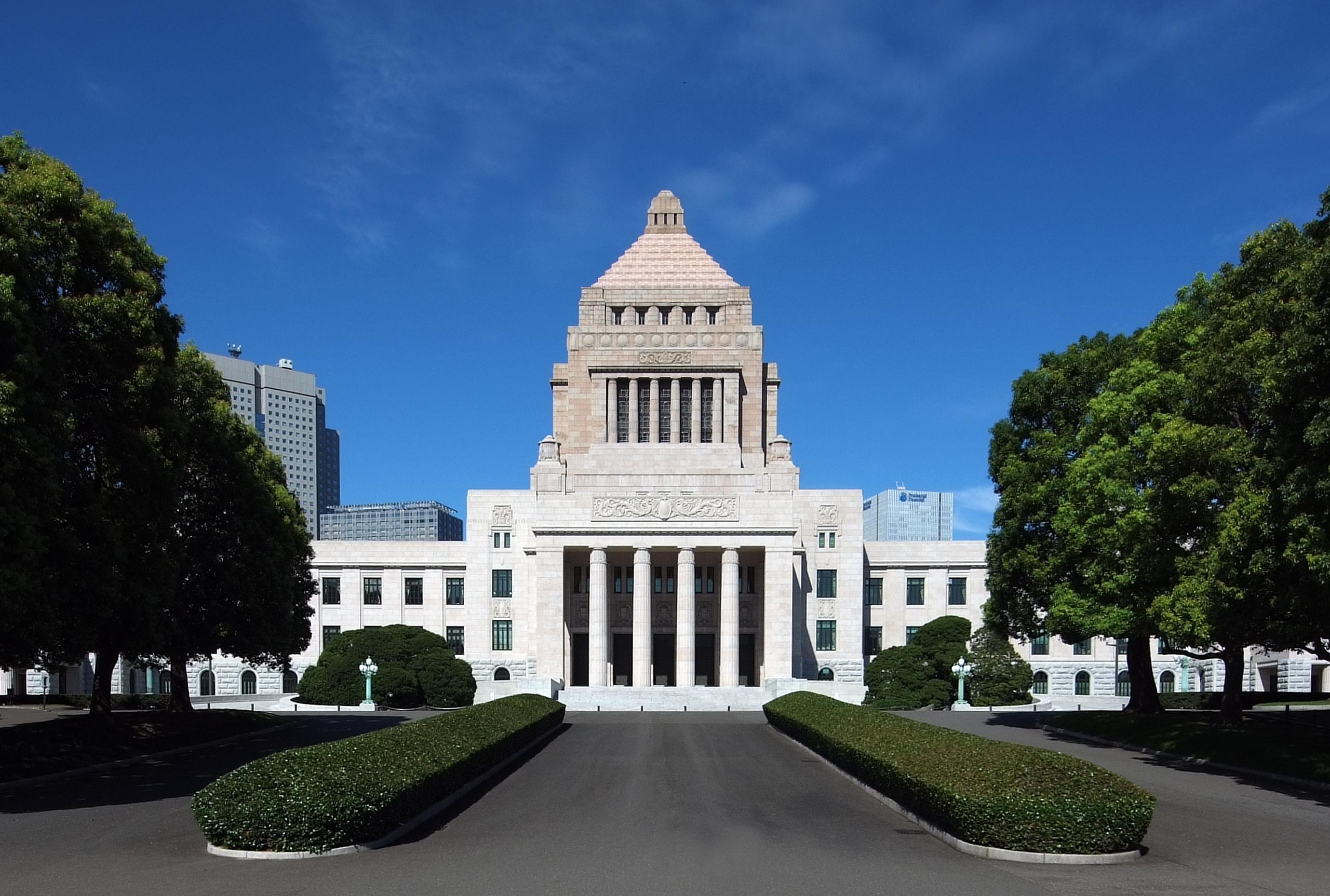
国会議事堂
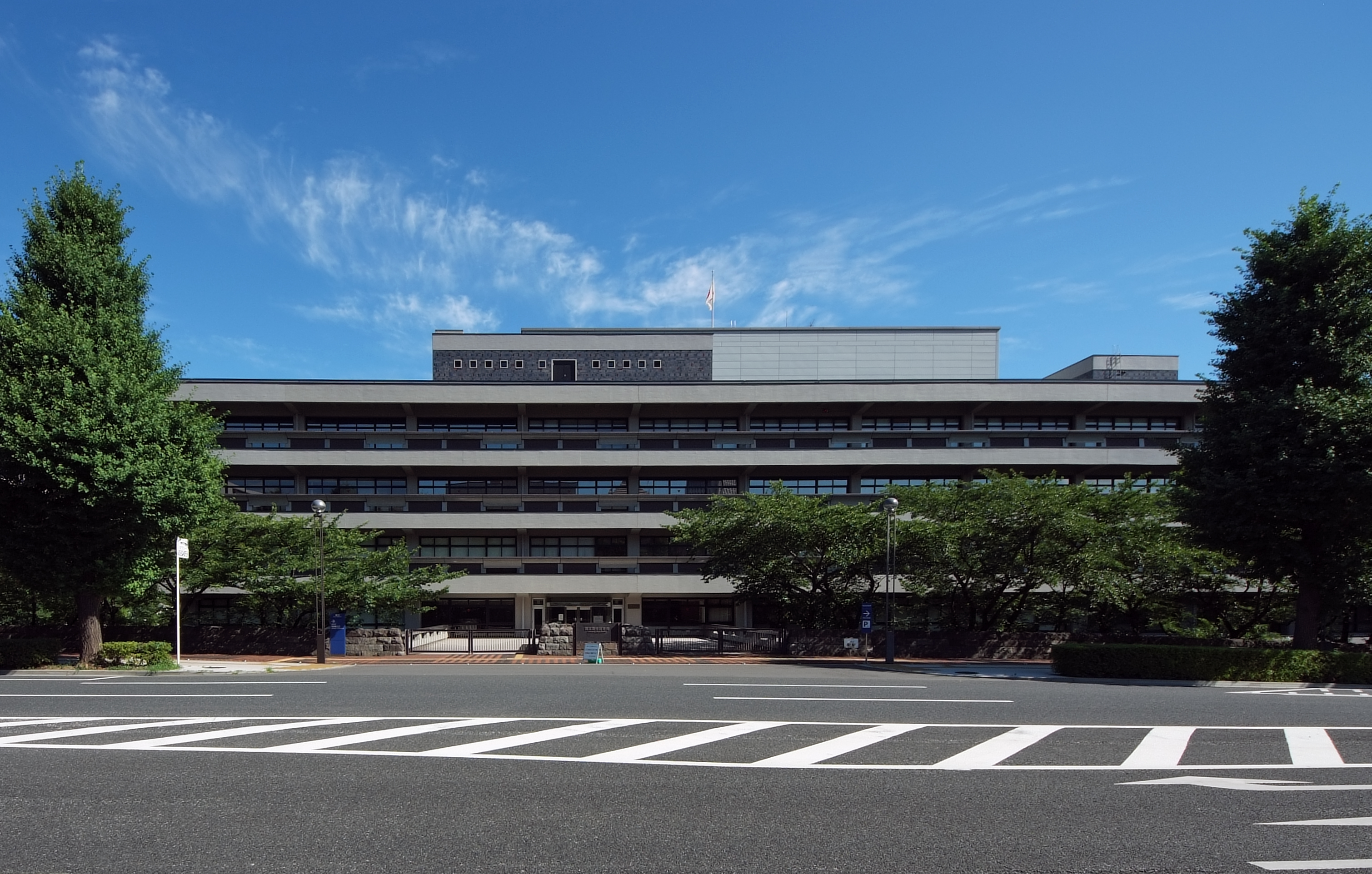
国立国会図書館
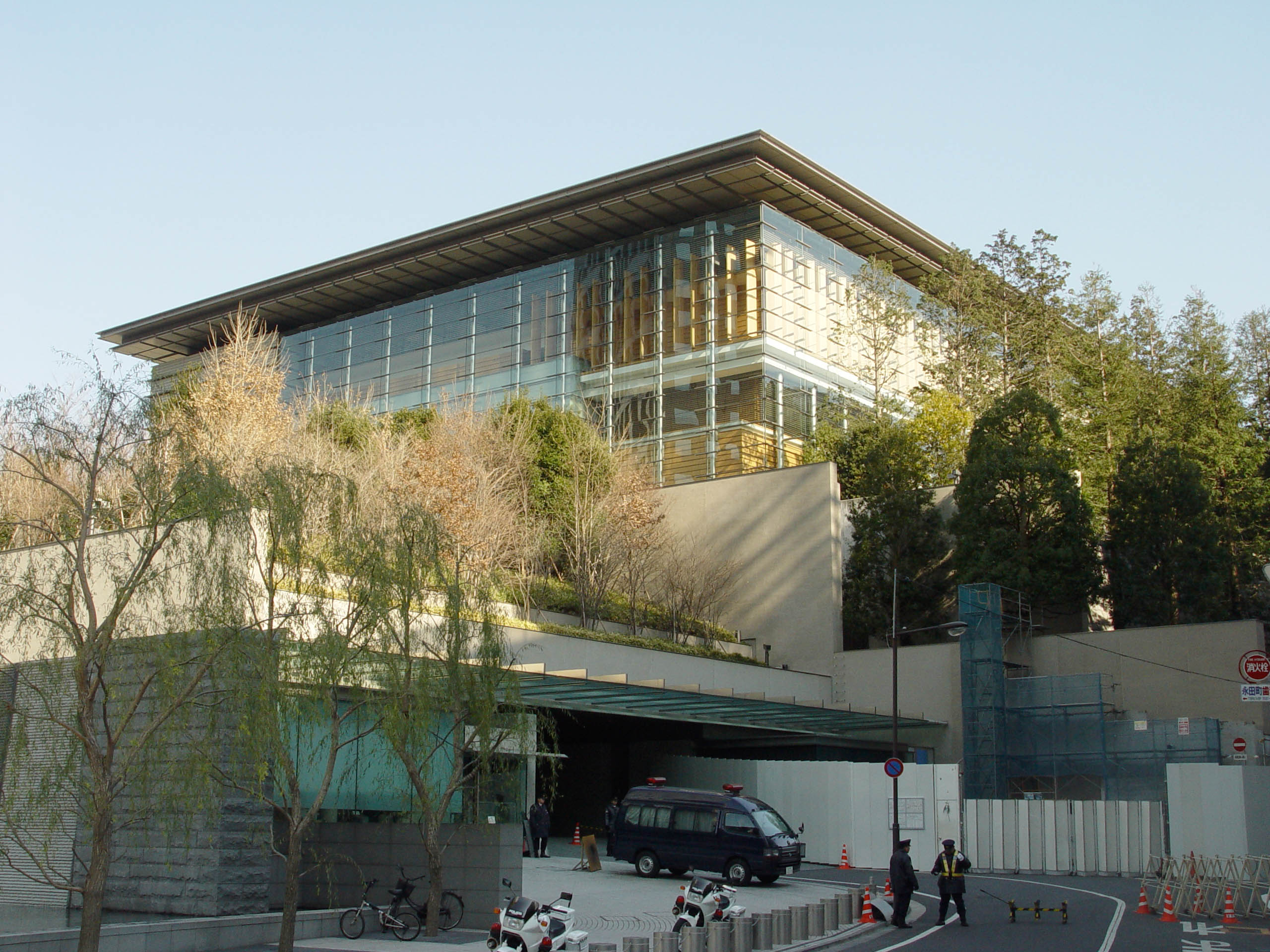
内閣総理大臣官邸 （首相官邸）
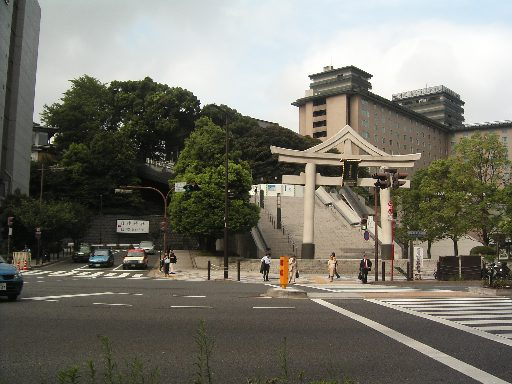
日枝神社
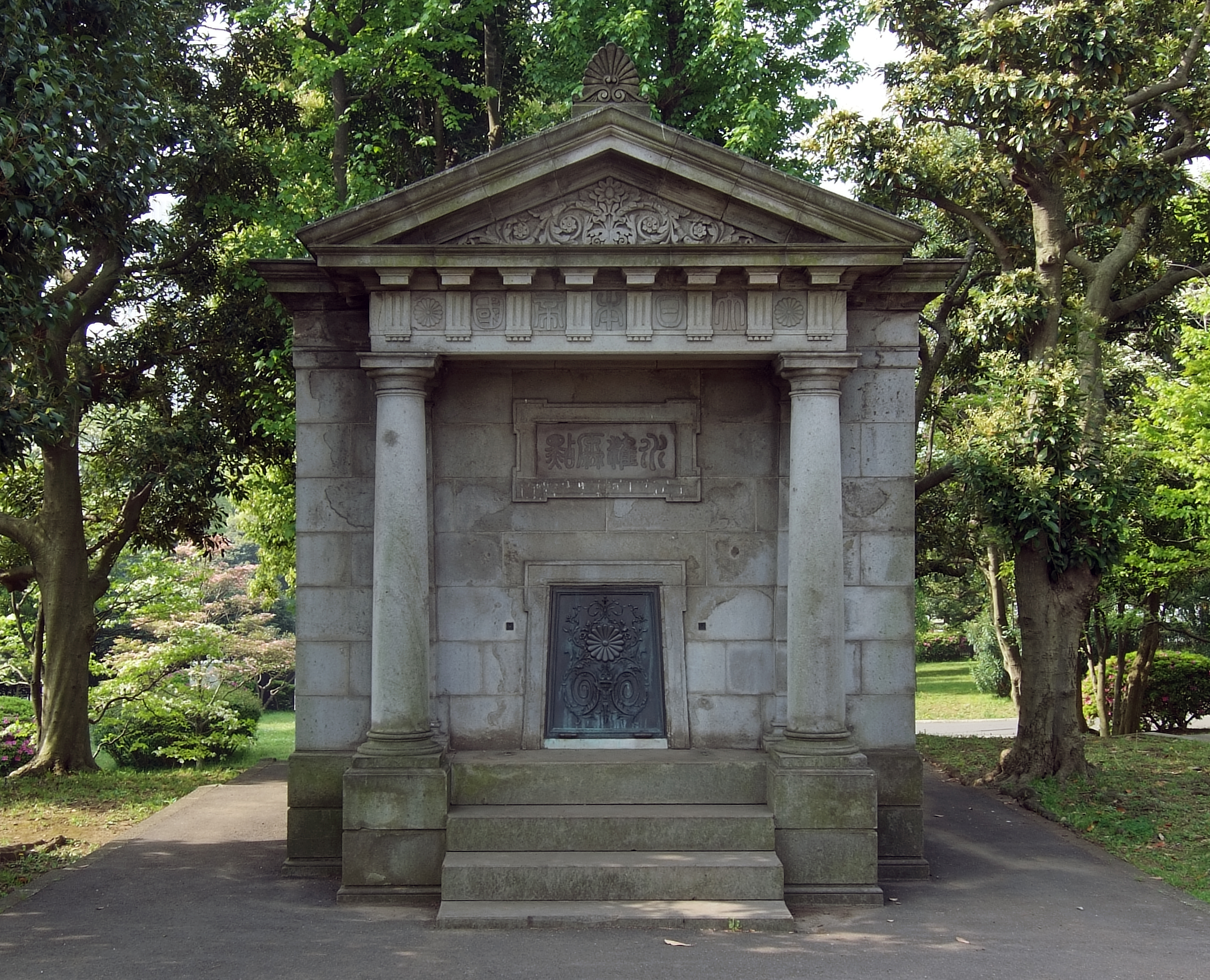
日本水準原点標庫
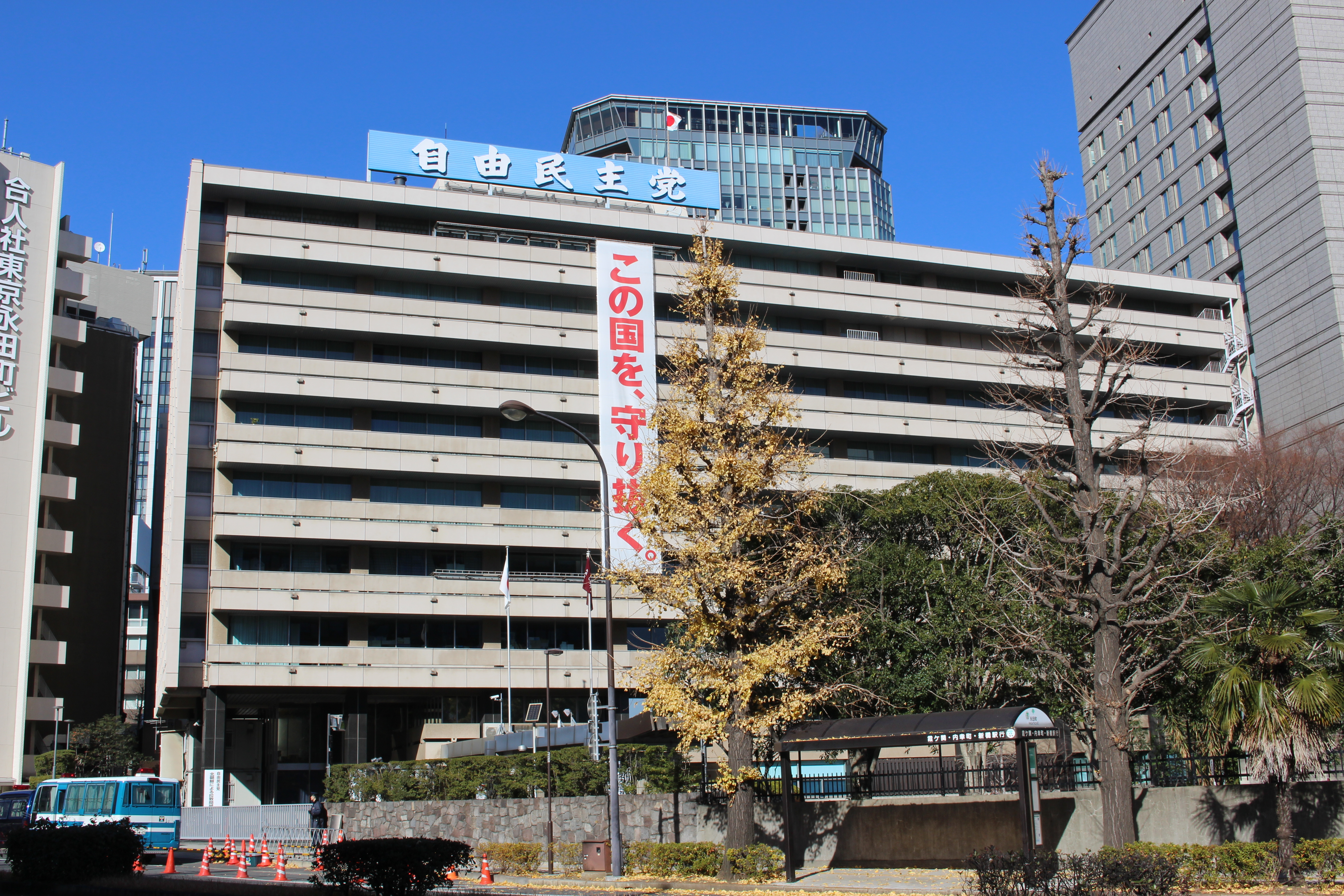
自由民主党本部
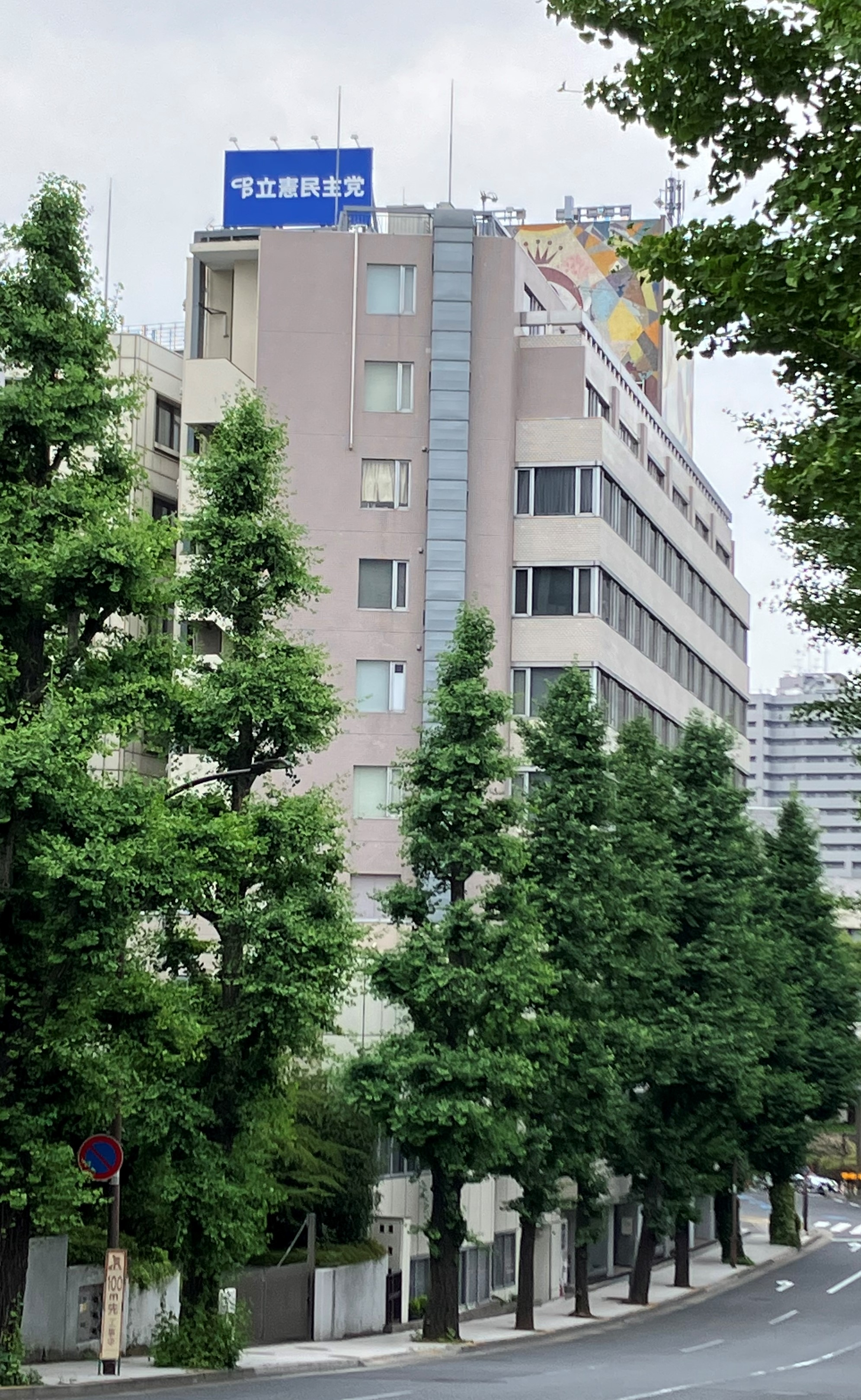
三宅坂ビル（立憲民主党本部）
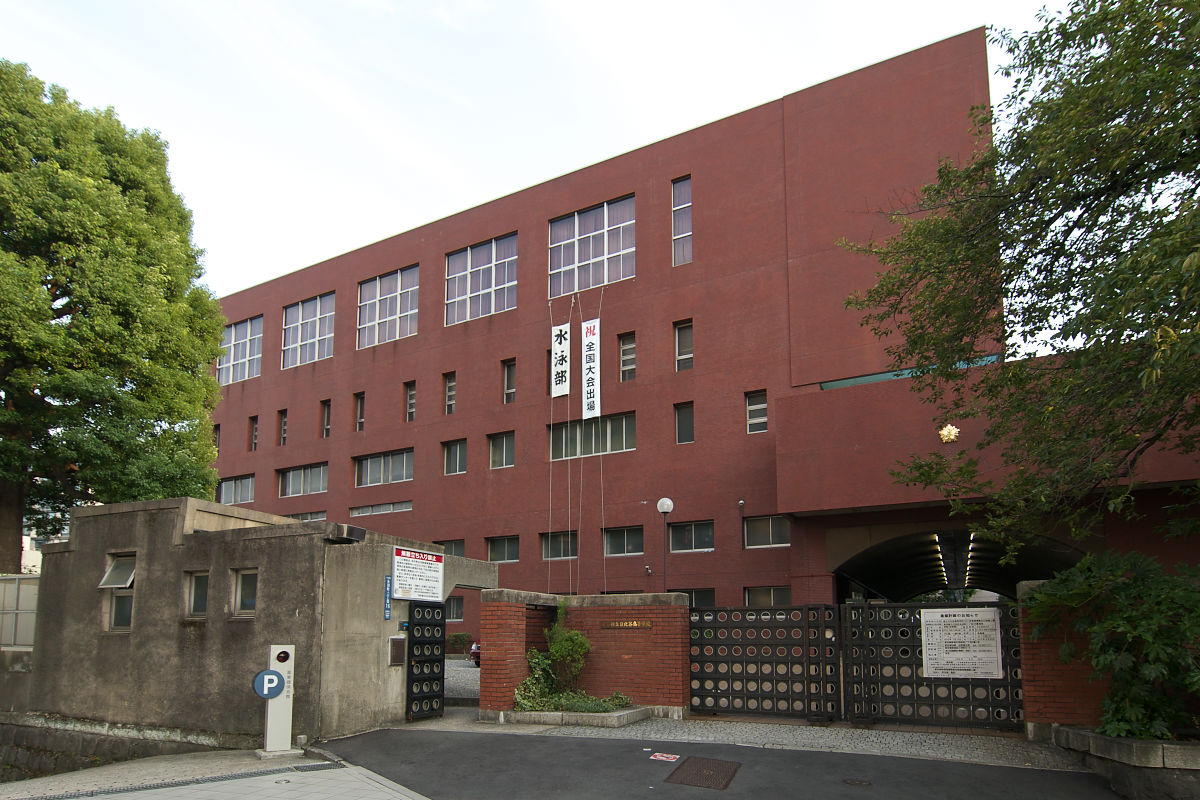
日比谷高等学校
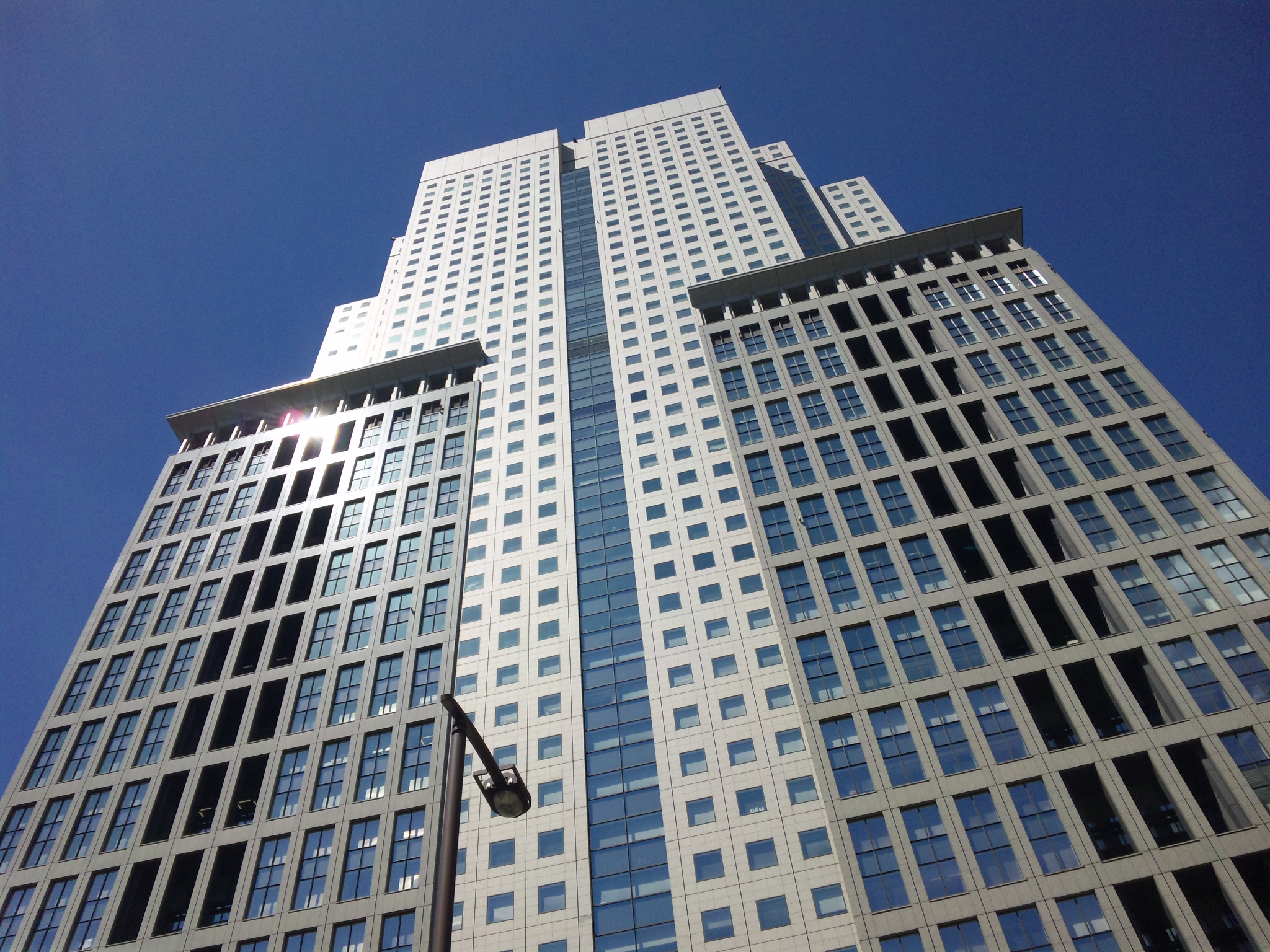
山王パークタワー

## 道路
- 国道
  - 国道246号（青山通り）
- 都道
  - 内堀通り
  - 東京都道405号外濠環状線（外堀通り）
  - 東京都道412号霞ヶ関渋谷線（六本木通り）
  - 東京都道二四七号線

## 交通
- 丸ノ内線（国会議事堂前駅・赤坂見附駅）
- 千代田線（国会議事堂前駅）
- 銀座線（溜池山王駅・赤坂見附駅）
- 有楽町線（永田町駅）
- 半蔵門線（永田町駅）
- 南北線（溜池山王駅・永田町駅）

## 関係者
居住その他ゆかりある人物
- 有栖川宮威仁親王[注 1]
- 閑院宮春仁王[14]
- 三条実美 [注 2]
- 田中義一以降の歴代内閣総理大臣 [注 3]。および、歴代衆議院議長と参議院議長
- 近衛文麿[注 4]
- 阿南惟幾 [注 5]
- 樺山資紀[注 1]
- 樺山愛輔[注 1]
- 白洲正子[注 1]
- 串田萬蔵（銀行家、三菱銀行会長）[注 1]
- 串田孫一（随筆家、萬蔵の子）[注 1]
- 村井吉兵衛（実業家、「煙草王」）[16][注 6]
- 北大路魯山人（芸術家、美食家）
- 高島小金治[16]
- 平岡凞[16]
- 鍋島直大[16]
- 麻生太賀吉[注 1]
- 麻生和子[注 1]
- 吉田茂[注 1]
- 長谷川一夫[注 7]
- 松岡修造
- 山中古洞（日本画家）
- 力道山[注 8]

## その他

### 日本郵便
- ビル除く全域の郵便番号は、100-0014[4]である。各ビルの郵便番号は以下の通りである[18]。なお、集配局はすべて銀座郵便局である。[19]。

| ビル名           | 地上階    | 郵便番号           | 郵便番号       |
| ビル名           | 地上階    | 階層ごと           | 地階・階層不明 |
| ---------------- | --------- | ------------------ | -------------- |
| 山王パークタワー | 1階〜44階 | 100-6101〜100-6144 | 100-6190       |

※各ビルの郵便番号は6・7ケタ目に地上階毎の郵便番号が割り振られています。（例：1階は「01」、10階は「10」）